# Константин Диоген (син на Роман IV Диоген)
Константин Диоген е син на византийския император Роман IV Диоген и Анна Алусиан, дъщеря на Алусиан.

## Биография
През 1068 г. се жени за Теодора Комнина, сестра на император Алексий I Комнин. В своята хроника Никифор Вриений съобщава, че бракът между Константин и Теодора Комнина е сключен малко след смъртта на баща ѝ, и то вече след като властта била в ръцете на Роман IV Диоген. В този контекст Вриений определя Константин Диоген като човек – благороден и храбър, но с характер, който впоследствие се оказва не съвсем похвален.
Тяхната дъщеря Анна Диогениса е омъжена за Урош I.
Според сведенията, оставени от Никифор Вриений, Константин Диоген загива в битка за Антиохия през 1073 г. В Алексиада обаче Анна Комнина разказва за Константин Диоген, наричайки го Лъв Диоген, което всъщност е името на един от братятата му. Aнна Комнина също нарича неговата вдовица Теодора, сестрата на Алексий I. Общоприето е мнението, че Анна е допуснала грешка и е объркала името на Константин с това на брат му Лъв Диоген. Това се потвърждва от разказа ѝ, в който първоначално се споменава, че Лъв Диоген е убит от стрела при Антиохия, а по-нататък той и брат му Никифор се споменават като двамата синове, които император Роман IV Диоген оставил след смъртта си, и за които грижи поел баща ѝ Алексий I, след като заел престола през 1081 г.
Двадесетина години след смъртта на Константин Диоген, когато на престола на империята вече е Алексий I Комнин, в източните части на страната се появява мъж, който се представя за убития при Антиохия син на император Роман IV Диоген. Самозванецът бил заловен и заточен в Херсон, откъдето избягал и в съюз с куманите нахлул в териториите на империята, но по-късно е заловен отново и ослепен.